# Pasodoble (album)
Pasodoble – album studyjny Larsa Danielssona i Leszka Możdżera. Wydawnictwo ukazało się 30 kwietnia 2007 roku nakładem wytwórni muzycznej ACT Music. Płyta została nagrana w studiu Nilento w szwedzkim Göteborgu. Autorem okładki jest Martin Noel.
Album dotarł do 17. miejsca polskiej listy przebojów - OLiS i uzyskał certyfikat platynowej płyty.

## Lista utworów
Opracowano na podstawie materiału źródłowego.
1. „Praying” (muz. Lars Danielsson) – 4:16
2. „Fellow” (muz. Lars Danielsson) – 6:05
3. „Entrance” (muz. Lars Danielsson) – 3:25
4. „Prado” (muz. Lars Danielsson) – 2:51
5. „Pasodoble” (muz. Lars Danielsson) – 4:47
6. „Daughter’s Joy” (muz. Lars Danielsson) – 4:06
7. „It’s Easy With You” (muz. Leszek Możdżer) – 3:43
8. „Hydrospeed” (muz. Leszek Możdżer) – 3:51
9. „Reminder” (muz. Lars Danielsson) – 4:23
10. „Innocence 91” (muz. Leszek Możdżer) – 3:35
11. „Follow My Backlights” (muz. Leszek Możdżer) – 3:22
12. „Eja Mitt Hjarta” (muz. Lars Danielsson) – 4:11
13. „Berlin” (muz. Lars Danielsson) – 3:16
14. „Distances” (muz. Leszek Możdżer) – 3:29

## Twórcy
Opracowano na podstawie materiału źródłowego.
- Lars Danielsson – wiolonczela, kontrabas, produkcja muzyczna
- Leszek Możdżer – fortepian, czelesta, fisharmonia, produkcja muzyczna
- Siegfried Loch – producent wykonawczy